# Болсонару, Эдуарду
Эдуарду Болсонару (порт. Eduardo Bolsonaro; род. 10 июля 1984, Рио-де-Жанейро) — бразильский государственный и политический деятель. Третий ребенок бывшего президента Бразилии Жаира Болсонару.

## Биография
С 2015 года является членом Палаты депутатов от «Социал-либеральной партии» (СЛП). В 2018 году был переизбран на второй срок в качестве федерального депутата, став самым популярным законодателем в истории Бразилии после того, как получил 1,8 миллиона голосов избирателей.
В феврале 2019 года сообщалось, что он присоединяется к европейской организации «Движение», которая придерживается правого популизма и была основана бывшим главным стратегом Белого дома Стивом Бэнноном. Является представителем этого движения в Южной Америке.
В Палате депутатов возглавляет Комитет по международным делам и национальной обороне.
Ранее проживал в штатах Мэн и Колорадо, заявлял, что выучил английский язык, «переворачивая гамбургеры». Президент Бразилии Жаир Болсонару предлагал назначить его послом в Соединённых Штатах Америки. В октябре 2019 года, после утверждения в качестве лидера «Социал-либеральной партии» в Палате депутатов, Эдуарду Болсонару отказался от должности посла Бразилии в США, на эту должность был назначен Нестор Форстер.
31 октября 2019 года пригрозил ввести «Институциональный закон № 5» в ответ на риски установления левого радикализма. «Институциональный закон № 5» стал пятым из семнадцати основных указов, изданных военной диктатурой Бразилии, которые давали им право распускать правительство и отменять Конституцию.
В 2021 году подписал Мадридскую хартию, документ, разработанный консервативной испанской политической партией «Голос», в котором левые группы описываются как враги Иберо-Америки, вовлеченные в «преступный проект», находящийся «под эгидой кубинского режима». Подписал документ вместе с Рафаэлем Лопесом Алиагой из Перу, Хавьером Милеем из Аргентины, Хосе Антонио Кастом из Чили и Джорджией Мелони из Италии. После успеха Джорджи Мелони на парламентских выборах в Италии в 2022 году Эдуарду Болсонару заявил: «Новый премьер-министр Италии — это Бог, отечество и семья».

## Личная жизнь
Его братья — Флавиу Болсонару, член Законодательного собрания Рио-де-Жанейро с 2003 по 2019 год и в настоящее время член Федерального сената, и Карлуш Болсонару, член городского совета Рио-де-Жанейро с 2001 года. Женился на психологе Элоизе Вольф 25 мая 2019 года в Санта-Терезе, Рио-де-Жанейро. Свадьба представляла собой церемонию для 150 гостей, в том числе отца жениха, президента Федеративной Республики Бразилия Жаира Болсонару, и первой леди Мишель Болсонару, которая является мачехой жениха и была одной из подружек невесты. 10 октября 2020 года в 5:25 утра у Эдуарда и Элоизы родился первый ребенок, девочка, которую пара назвала Джорджия Вольф Болсонару.
Эдуарду Болсонару большой поклонник группы Forfun.

## Электоральные результаты
| Год  | Должность (партия)                                       | Голоса (#)     | Результат |
| ---- | -------------------------------------------------------- | -------------- | --------- |
| 2014 | Федеральный депутат от штата Сан-Паулу (СЛП)             | 82,224 (#64)   | Избран    |
| 2018 | Федеральный депутат от штата Сан-Паулу (СЛП) второй срок | 1,843,735 (#1) | Избран    |
| 2022 | Федеральный депутат от штата Сан-Паулу (СЛП) третий срок | 741,701 (#3)   | Избран    |

## Награды
В 2015 году занял первое место в категории «Борьба с коррупцией и организованной преступностью» премии Focus Awards 2015. Набрал 16 769 голосов, опередив кандидата на втором месте более чем на 10 тысяч голосов.
В 2017 году занял первое место в категории «Лучший депутат» премии Focus Awards 2017. Набрал 55 256 голосов, почти в три раза опередив кандидата на втором месте.

## Критика
В конце октября 2019 года заявил, что «Институциональный закон № 5» возможен в случае «левой радикализации» в Бразилии. Выступление состоялось в интервью YouTube-каналу журналистки Леды Нэгл после вопроса о протестах в Чили. «Институциональный закон № 5» был введен в 1968 году, в самый суровый период бразильской военной диктатуры, и привел к роспуску Национального конгресса и законодательных собраний штатов, а также к приостановке конституционных гарантий, позволяющих отмену политических прав и прекращение действия хабеаса корпуса. Период, последовавший за «Институциональным законом № 5», был отмечен усилением цензуры и политических репрессий, пытками и убийствами противников режима.
Заявление Эдуарду Болсонару вызвало широкую негативную реакцию со стороны левых, центристских и правых партий, а также судебной власти. Оппозиция заявила, что донесет на него в Совет парламентской этики. Мэр Родригу Майя заявил, что заявление по «Институциональному закону № 5» было «отвратительным» и что «повторяющиеся оправдания диктатуры наказуемы инструментами, которые удерживают бразильские демократические институты».
Конституция гарантирует Эдуарду Болсонару не быть наказанным «за любые его мнения, слова или голоса», так называемый «парламентский иммунитет», предусмотренный статьей 53 Конституции. Однако, в статье 55 Конституции также говорится, что парламентарий может потерять свой мандат за «нарушение правил приличия», если имеет место «злоупотребление прерогативами (правами)», гарантированным конгрессменам. На основании этого оппозиция заявила, что будет добиваться импичмента Эдуарду Болсонару в Совете по этике.
После резкой негативной реакции и выговора со стороны президента Жаира Болсонару депутат заявил, что его неправильно истолковали в программе Brasil Urgente и извинился за это заявление.